# Dombóvár–Gyékényes-vasútvonal
A Dunántúli-dombságot merőlegesen átszelő Dombóvár–Gyékényes-vasútvonal a MÁV 41-es számú, egyvágányú, villamosított vonala.

## Története
A Zákány–Dombóvár–Báttaszék-vasútvonal részeként megépült vonalszakaszt 1872. augusztus 14-én helyezték üzembe. A 100 km-es vonalszakasz Zákánytól síkvidéken, majd a Kapos völgyében kanyarogva érte el Dombóvárt. A további, Bátaszék felé vezető vonalszakasz ma az 50-es számú Dombóvár–Bátaszék-vasútvonalat alkotja. Az építéskor 23,6 kg/fm tömegű, „e” jelű vassíneket használtak, a nagyobb forgalom miatt azonban hamar lecserélték 32,5 kg/fm tömegű, „b” jelű, majd 33,25 kg/fm tömegű, „c” jelű sínekre.
10 évvel később 1882-ben Dombóvár vasúti csomóponttá vált, amikor a MÁV megnyitotta Budapest-Dombóvár-Szentlőrinc-(Pécs) vasútvonalát. Az új vonalon a MÁV Újdombóvár néven új elágazó állomást létesített. Ma ez az állomás viseli a Dombóvár nevet (így a vonal kiinduló pontja), míg a régebbi, Kaposvári vonalon található állomást Dombóvár alsóra keresztelték át. A másik eredeti végpont, Zákány állomás helyett felépült a szomszédos Gyékényes állomás, hogy a vonatok irányváltás nélkül tudjanak Zágráb felé tovább közlekedni.
A budapesti útirány megépítése jelentősen felértékelte a dombóvár-kaposvár-zákányi vonalat. A magyar közlekedéspolitika kiemelt ügyként kezelte az adriai vasúti kapcsolat megépítését. Budapestről egyenes útirányon a Déli Vasút székesfehérvár-nagykanizsai fővonala ugyan már megépült 1862-ben, azonban az osztrák érdekeltségű társaság az akkor osztrák területen lévő Trieszt kikötője felé vezette a vasútvonalát, míg a magyar kormányzat a magyarországi Fiume kikötőjének fejlesztését támogatta. A MÁV így Budapest–Dombóvár–Kaposvár–Gyékényes, majd Horvát-Szlavónországon át Kapronca–Zágráb–Fiume útirányon ért le az Adriára. A fontos hálózati szerep Trianon, majd a konkurens Déli vasút vonalának államosítása után is megmaradt, egészen a közelmúltig közlekedtek a vonalon zágrábi, fiumei vonatok.
Kaposvárig 1988-ban, Somogyszobig 1992-ben, Gyékényesig 1994-ben készült el a pálya villamosítása.

### Vasút a Kapos-folyó völgyében
A Dombóvár-Kaposmérő vonalszakaszra a múltban valós veszélyt jelentett a Kapos-folyó áradása. A természeti jelenség többször tette járhatatlanná kisebb-nagyobb hosszban a vasúti pályát. Kaposvár és Dombóvár között a pályatest a folyó árterében fekszik. Ezen a szakaszon az alépítmény rendkívül nedves, mocsaras jellegű. A Kapos-folyó áradását megakadályozandó, 2014-ben a megyeszékhelytől Nyugatra létesítettek egy víztározót. 

### Biztosítóberendezés
A vasútvonal teljes szakaszán kétféle biztosítóberendezés működik. Dombóvár-alsó (beleértve az állomást) és Kaposszentjakab-elágazás között Domino 55 rendszerű önműködő biztosítóberendezés üzemel, a közbenső állomásokat 1-1 forgalmi szolgálattevő kezeli. Kaposvár és Gyékényes állomások között Siemens-Halske típusú vonóvezetékes jelző- és váltóállítású berendezések működnek. Egykor ezen a vonalszakaszon is volt alakjelzős térközbiztosítás, ám az 1960-as és 1970-es években zajló átépítéssel a szolgálati helyeket és ezzel együtt a térközjelzőket is felszámolták. A megyeszékhely állomásán az alakjelzőket az 1990-es évek végén biztosított fényjelzőkre cserélték. A közbenső állomásokon alakjelzők és központi állítású váltók üzemelnek, melyeket külön váltókezelők állítanak. Somogyszobon Domino 55 típusú berendezés üzemel központi jelző- és váltóállítással. Gyékényesen Domino 70 berendezés üzemel. A Kaposvár-Gyékényes vonalszakasz átbocsátó képességét jelentősen csökkenti az érvényben lévő állomástávolságú közlekedés.

### A vasútvonal forgalma
Dombóvár-Kaposvár és Kaposvár-Gyékényes között ütemes menetrendben, kétóránként közlekedik személyvonat. Ezenkívül a vonal teljes hosszán közlekedik a Somogy InterCity (Budapest-Keleti és Gyékényes között), illetve naponta közlekedik a Rippl-Rónai InterCity és a Kresz Géza InterCity Budapest-Keleti és Kaposvár között. Korábban erre közlekedett az Agram, később a Kvarner IC és a Corvinus IC. Gyorsvonatok közlekedtek Pécs és a Balaton között, melyek Dombóvár-alsón csatlakoztak a vasútvonalhoz. 2021 óta ezeknek a vonatoknak a helyét a  Pécs-Győr viszonylatú Helikon InterRégió vette át. A vonalon napjainkban komoly teherszállítás is folyik. Különösen igaz ez az őszi cukorrépa szállításra. A 2015/2016-os menetrendben az elő és utószezonban hetente kétszer az Adria nemzetközi gyorsvonat is közlekedik mely Budapest-Gyékényes között a Somogy IC-vel egyesítve közlekedik. 2016. szeptember 12-től a Budapest és Zágráb között közlekedő Agram InterCity a 30-as vonal helyett ezen a vonalon közlekedik. A 2016/2017-es menetrendváltástól az Agram IC ismét Fiuméba (Rijekába) közlekedik Kvarner IC néven. Továbbá munkanapokon úgynevezett betétvonatok közlekednek Kaposvár és Gyékényes között. A megyeszékhely több iparvágányán folyamatos az árufeladás. Főként gabonaféléket, fát és ócskavasat szállítanak vonattal. Vidéki teherforgalmat legfőképp a helyi erdészetek generálnak Kiskorpádon, Somogyvárott és Kisbárapátiban. A 41-es vonal potenciális kerülő útvonalként szolgál a 30-as számú dél-balatoni vasútvonal felújítása idején. A síneket koptatják még nemzetközi tehervonatok is, melyekben elsősorban a dunaújvárosi vasműbe szállítanak alapanyagokat. Időszakosan járnak szintén erőművi felhasználásra szénvonatok. A Hidasnémeti-Budapest-Dombóvár-Gyékényes útvonalon acéltekercseket szállító irányvonatok is járnak. A tehervonatok döntő többségét a MÁV-Start mozdonyai vontatják, de az utóbbi években különféle magánvasút-társaságok is megjelentek.
A Dombóvár és Kaposvár közötti 30 km-es szakasz csaknem 1 órás személyforgalmi menetideje miatt „vonatelőző” tüntetés szerveződött 2009-ben, melynek során kerékpárral lehagyták a gyorsvonatot. Az első helyen egy 11 éves kisfiú ért célba. A tüntetők elsődleges követelése az volt, hogy legalább a száz évvel ezelőtti állapotokat érje el a vasút, amikor a gőzmozdonyokkal vontatott szerelvény 38 perces menetidővel tudta teljesíteni a szakaszt. A mozgalom amiatt szerveződött, mert Kaposvár és Budapest jóformán nem rendelkezett közvetlen vasúti kapcsolattal, és a késések miatt az utasok rendszeresen lekésték a dombóvári átszállást. A Kaposvár és a főváros közötti közlekedés mára nagyrészt átterelődött az autóbuszra.
A vonalon a regionális/hivatásforgalmat a jelenleg nagyjából 2 óránként közlekedő személyvonatok szolgálják ki melyek Dombóvár és Gyékényes között, néhány vonat Nagykanizsáig közlekedik illetve Nagykanizsáról indul. Ezen felül Kaposvár-Somogyszob naponta van 1 vonatpár, Kaposvár-Gyékényes között páros irányban 2, páratlan irányban 1 vonat közlekedik munkanapokon. 2022.december 11. óta Dombóvár és Kaposvár között csak Dombóvár alsó, Nagyberki és Kaposszentjakab állomásokon és megállóhelyeken állnak meg a vonatok, Porrogszentkirály megállóhelyen pedig jelenleg minden vonat áthalad.
Távolsági viszonylatban Budapestre illetve Budapestről naponta 3 InterCity vonatpár biztosítja a közvetlen eljutást (Kresz Géza, Rippl-Rónai, Somogy) melyek közül 2 vonatpár Budapest és Kaposvár között, a Somogy IC pedig Budapest és Gyékényes között közlekedik. A személyvonatoknál Dombóváron csatlakozás van Budapestre illetve Budapestről a pécsi InterCitykhez. Pécs és Kaposvár között személyvonatokkal, dombóvári átszállással lehet utazni valamint naponta egy Helikon Interrégió vonatpár közlekedik Pécsről Kaposvár felé a reggeli órákban, Pécsre az esti órákban. Ezenfelül pénteken további 1 Helikon Interrégió vonatpár közlekedik Pécs és Győr között mindkét irányban, vasárnap pedig Győr és Pécs között és május elejétől szeptember végéig közlekedik naponta a Fenyves Expressz vonatpár Pécs/Kaposvár és Tapolca között.
Nemzetközi személyforgalom a vonalon jelenleg nincs, az adventi időszakban Pécs és Zágráb között szokott adventi különvonat közlekedni, általában advent 2. vagy 3. szombatján.
Járművek, szerelvények:
A személyvonatok halberstadti kocsikból vannak kiállítva általában 2 kocsiból de 4 kocsis személyvonat és 2 betétkocsiból valamint egy vezérlőkocsiból álló ingavonati szerelvények is közlekednek. A nyári időszakon kívül hétvégente Stadler Flirt motorkocsiból van több személyvonat is kiállítva. Az InterCity vonatok jelenleg hibrid vonatként közlekednek tehát IC és gyorsvonati rész is van a vonatokon. Az IC vonatok gyorsvonati része általában 2-3 halberstadti kocsiból áll de erősítésként, főleg vasárnap 1-1 IC vonaton 20-05 sorozatú Bhv kocsi is előfordul, az IC részen pedig Budapest-Keleti honállomású fülkés vagy termes Caf, Dwa, Dvj kocsik vagy ritkábban 2g sorozatú IC kocsik közlekednek. A Kaposvár-Somogyszob személyvonatpáron szóló Bzmot motorkocsi közlekedik de hiánya esetén Bz helyett előszokott fordulni Siemens Desiro motorkocsi vagy mozdonyvontatású szerelvény is.

## Felújítások
2012-re a vasúti pálya annyira leromlott, hogy halaszthatatlanná vált a felújítása. Több hónapos vágányzár keretében az év nyarán Somogyszob és Gyékényes állomások között alépítmény stabilizációk és ágyazatcserék zajlottak. A munkák végeztével az addigi 40 ill. 60 km/h-s sebességkorlátozások megszűntek, 80 km/h-ra emelkedett a pályasebesség. 2014-ben elkezdődött a Dombóvár-Kaposvár szakasz átépítése MÁV-forrásból. Első ütemben Baté és Kaposszentjakab között elbontották a régi vágányt, majd földmunkás technológiával a mocsaras, ingoványos alépítményt stabilizálták. A munkálatokat nehezítette a sok csapadék és a magas talajvízszint. A vasúti pályába használt, de jó állapotú vasbeton aljakat és új 54 kg/fm sínszálakat építettek be. Taszáron az állomáson új kitérők létesültek. Kaposhomokon új magasperon épült a megállóhelyen. Az átépítést követően a pályasebességet 100 km/h-ra emelték. 2015-ben a második ütemben Baté és Csoma-Szabadi átmenő fővágányait és kitérőit cserélték ki. A két állomáson mozaikkő burkolatú peronok épültek. A harmadik ütem keretén belül 2016-ban a Dombóvár-Alsó és Baté közötti nyíltvonali pályaszakasz átépítésére került sor. A 2017-ben a tervek szerint Dombóvár-Alsó állomás átmenő fővágányát valamint a Kaposvár elágazás-Kaposvár közötti szakaszt építik át. Kaposvár és Gyékényes között a pálya kisebb felújításaival az átlagos 80 km/h-s sebesség fenntartható. A felújítások eredményeképp a menetidő Kaposvár és Dombóvár között átlagosan 30 percre csökkent, míg Dombóvár és Gyékényes között a menetidő átlagosan 120 perc jelenleg. 
2015-ben kezdődött Kaposvár felvételi épületének teljes külső-belső felújítása melyet 2017. március 9-én adtak át. Távlati tervek között szerepel az egykori Kaposvár-Közvágóhíd (ma Kaposszentjakab) állomás teljes átépítése. Ennek során új tehervonati rendező-pályaudvart létesítenek, hogy a belvárost tehermentesítsék a vonatforgalomtól. A jelentős forgalmat bonyolító cukorgyár kiszolgálását is az új pályaudvar felől végeznék.

## Járatok
| 1  | Dombóvár végállomás  |
| 26 | Gyékényes végállomás |

| Rippl-Rónai, Kresz Géza, Somogy |                            |
| 1                               | Budapest-Keleti végállomás |
| 2                               | Budapest-Kelenföld         |
| 3                               | Simontornya                |
| 4                               | Pincehely                  |
| 5                               | Dombóvár                   |
| 6                               | Kaposvár végállomás        |
| Somogy InterCity                |                            |
| 7                               | Kiskorpád                  |
| 8                               | Jákó-Nagybajom             |
| 9                               | Kutas                      |
| 10                              | Beleg                      |
| 11                              | Ötvöskónyi                 |
| 12                              | Somogyszob                 |
| 13                              | Bolhás                     |
| 14                              | Csurgó                     |
| 15                              | Gyékényes végállomás       |

## Galéria

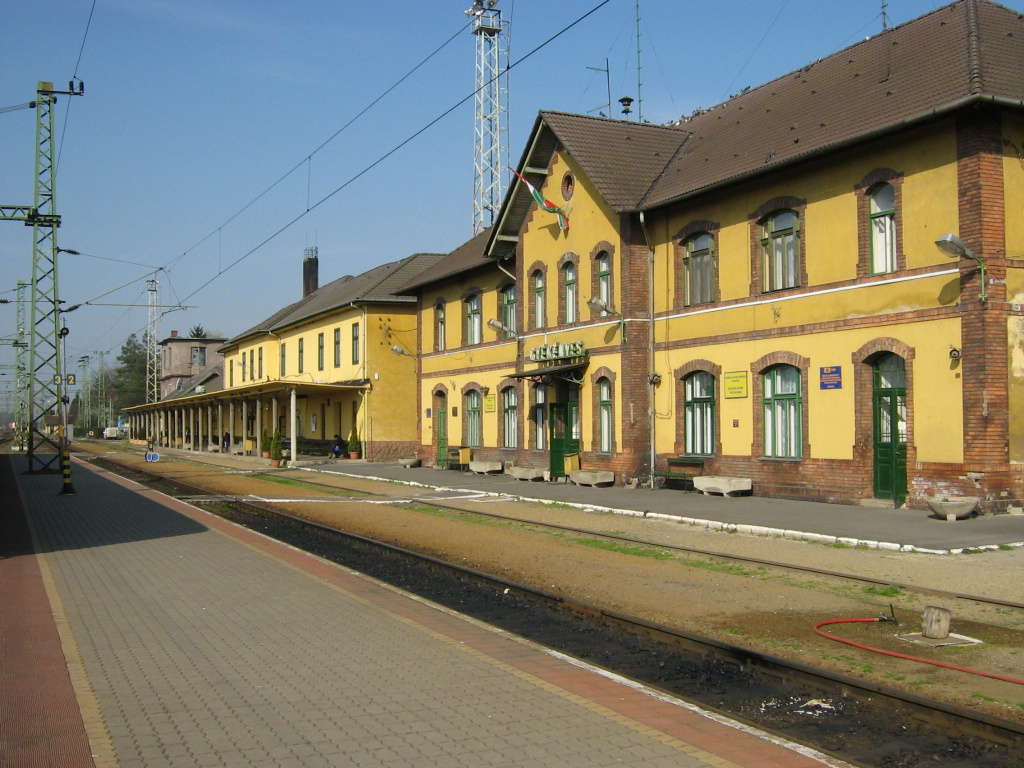
Gyékényes felvételi épülete
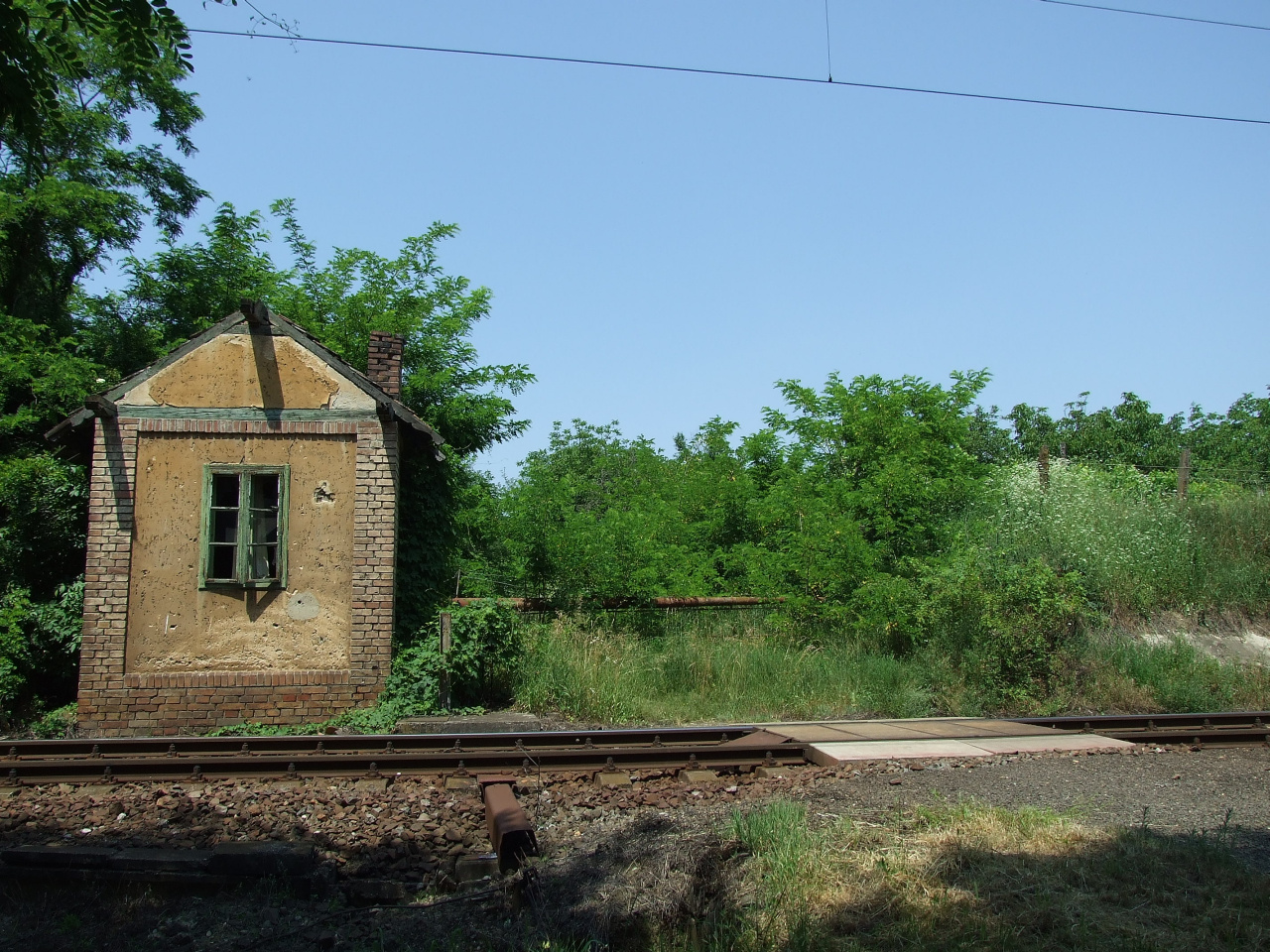
Elhagyatott vonali őrház Kaposmérő közelében
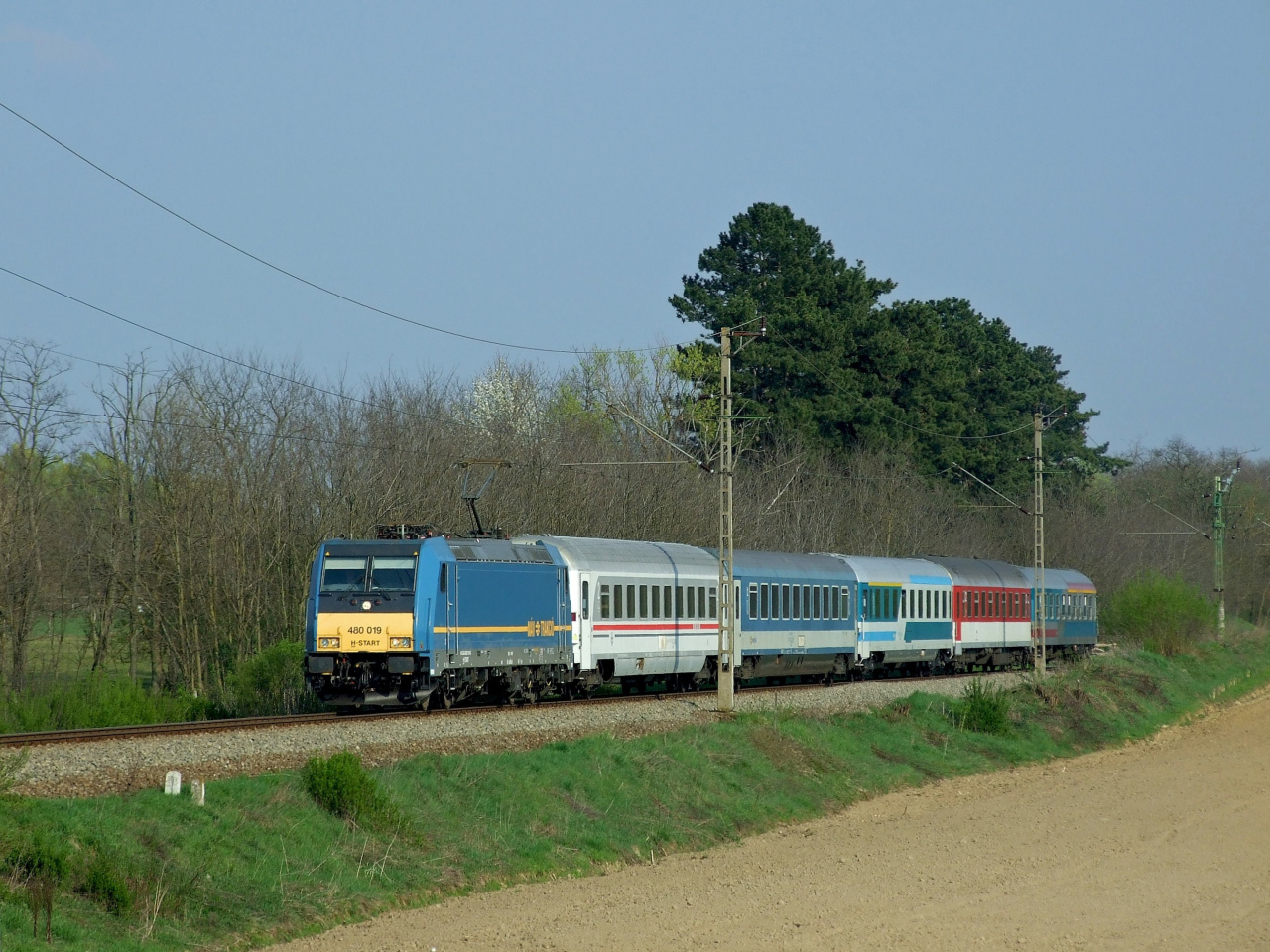
Rippl-Rónai nemzetközi gyorsvonat
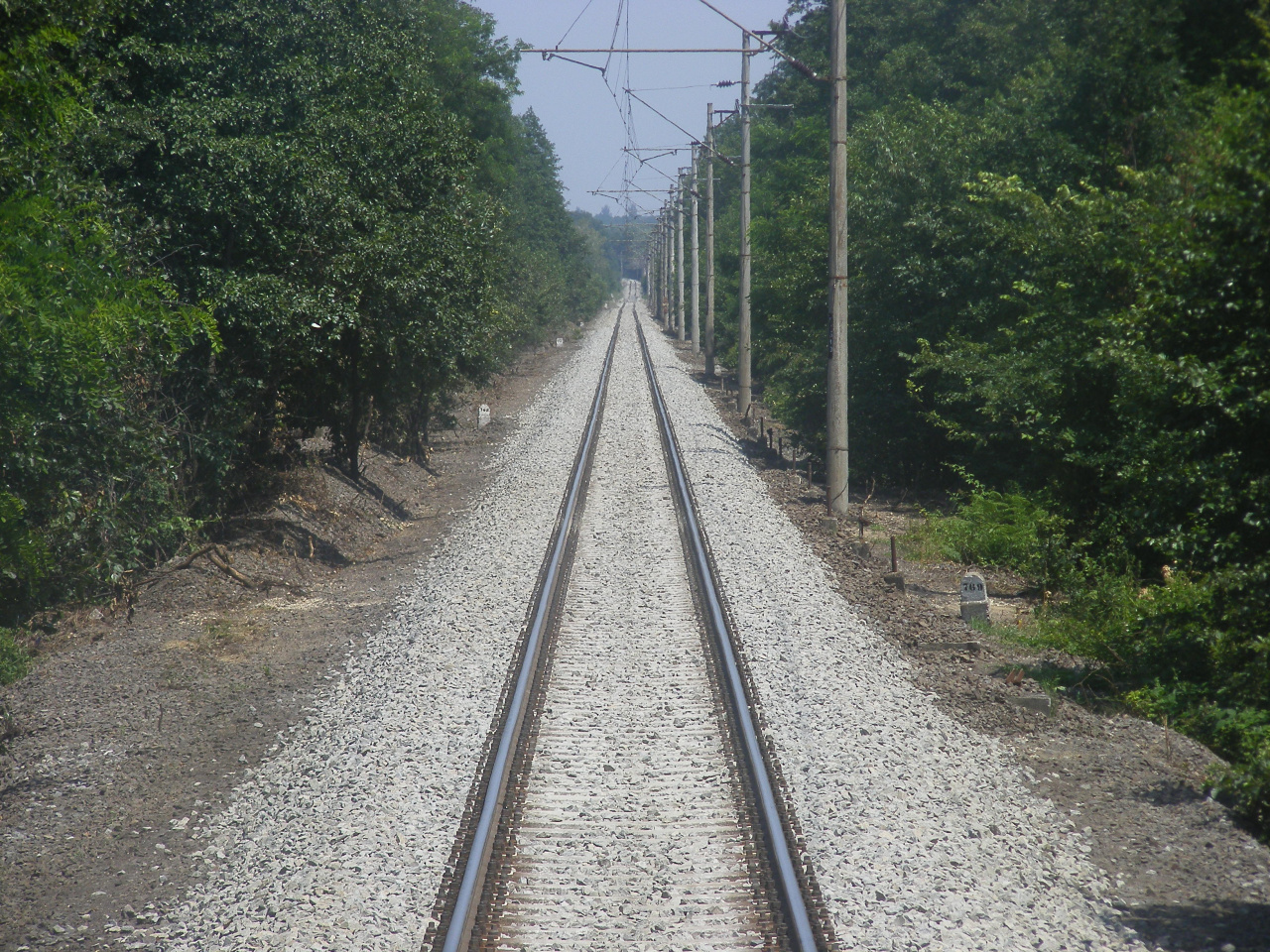
Felújított vágányszakasz Szenta közelében
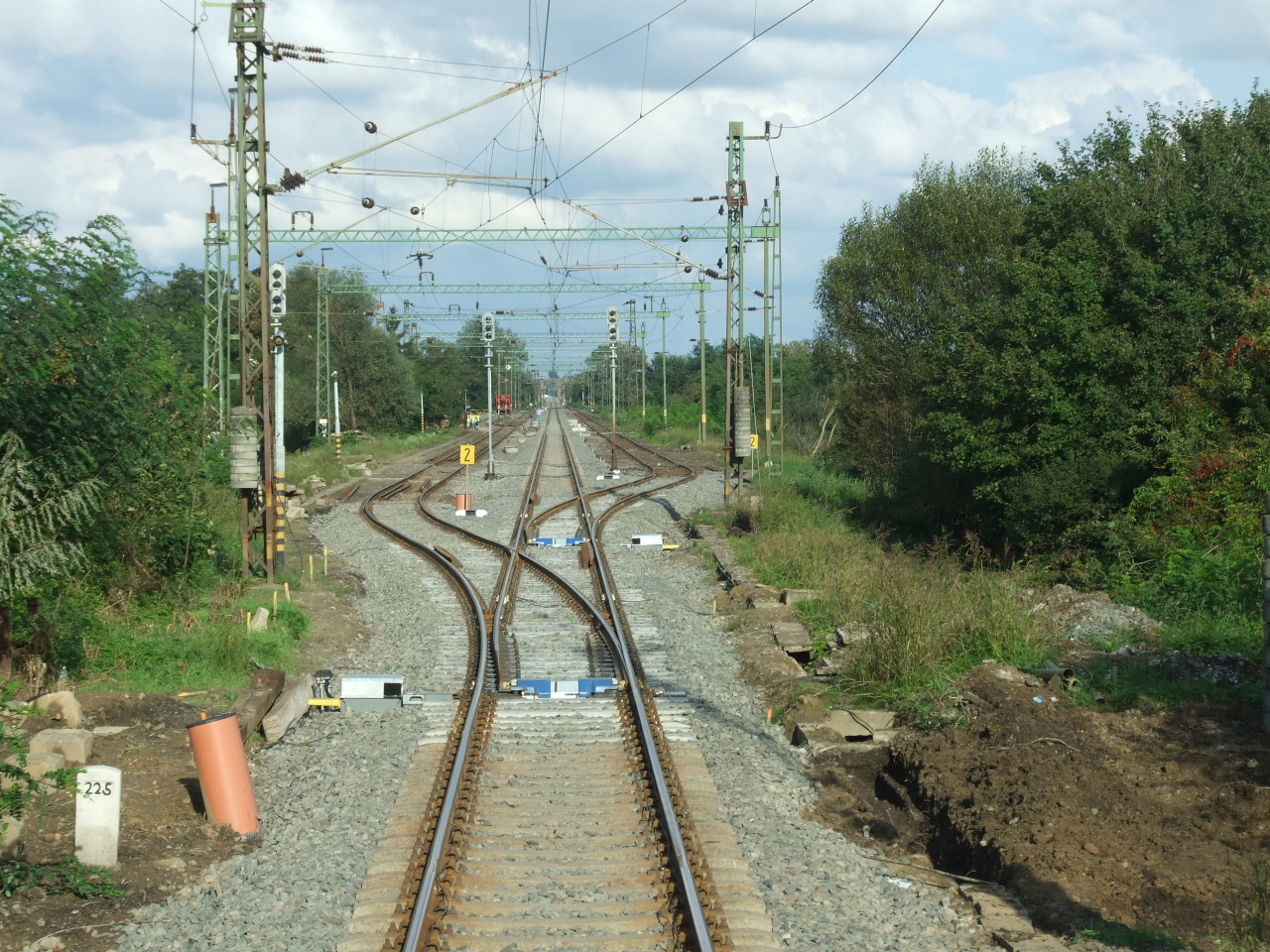
Taszár végpontja az átépítés után
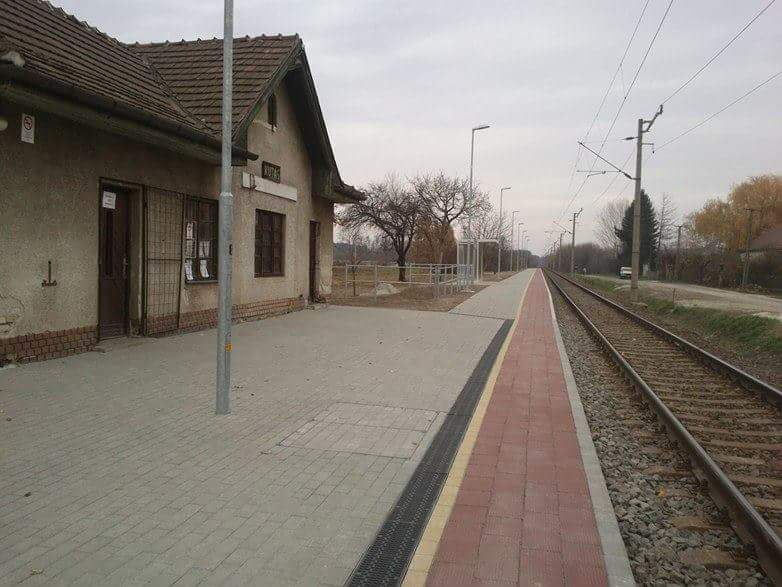
Felújított Kutas megállóhely
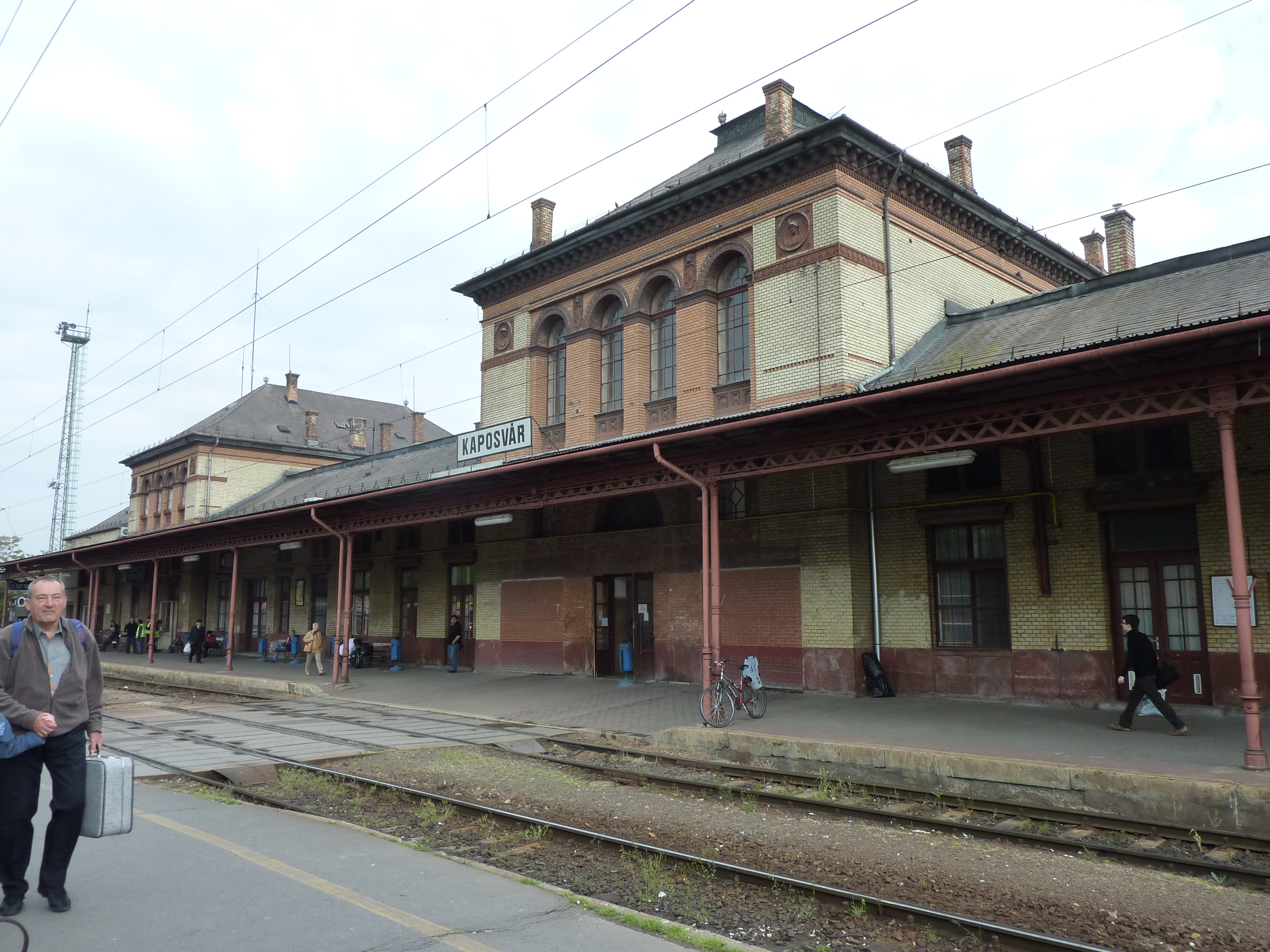
Kaposvár vasútállomása a felújítás előtt
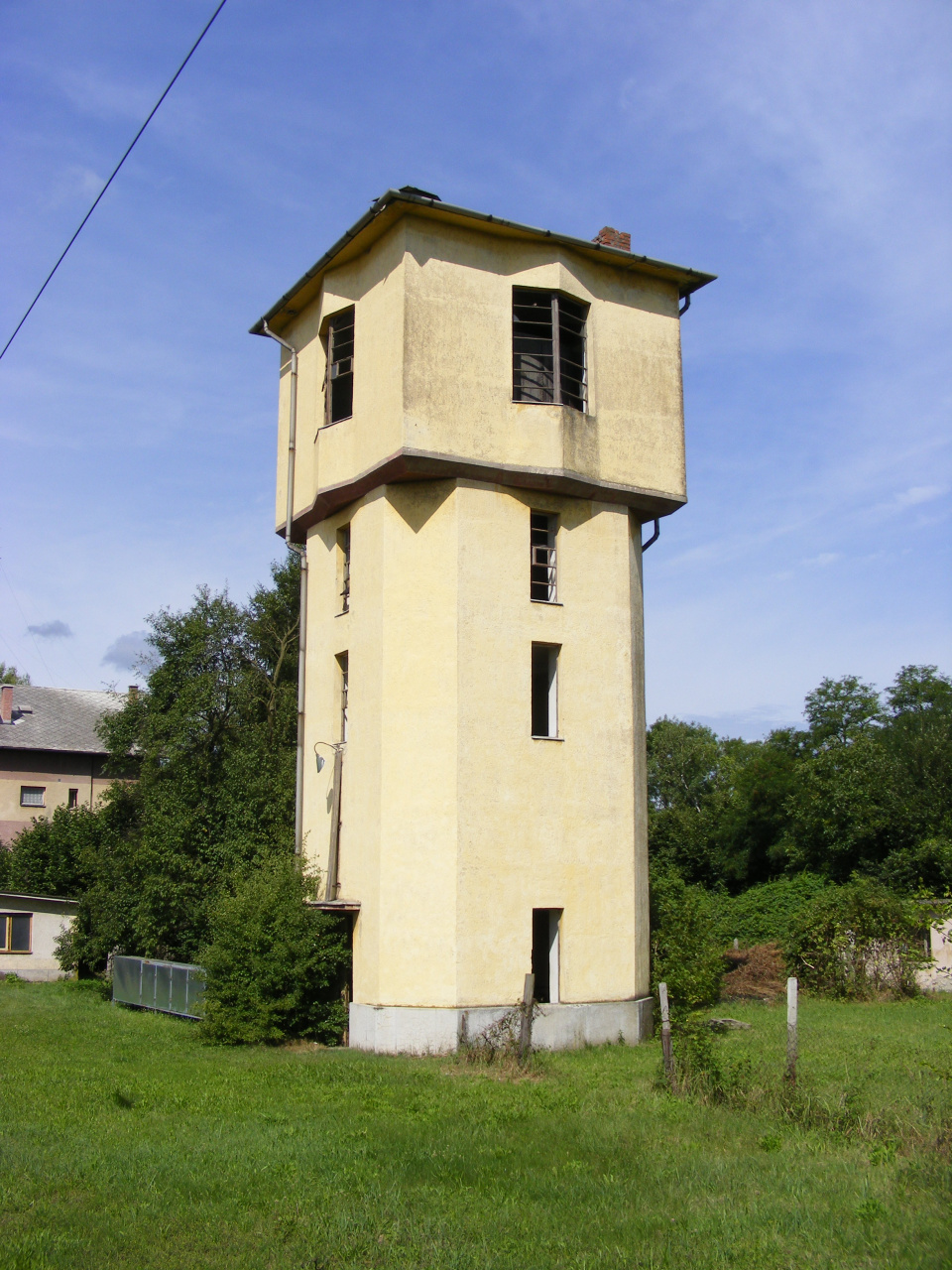
Vízház Belegen
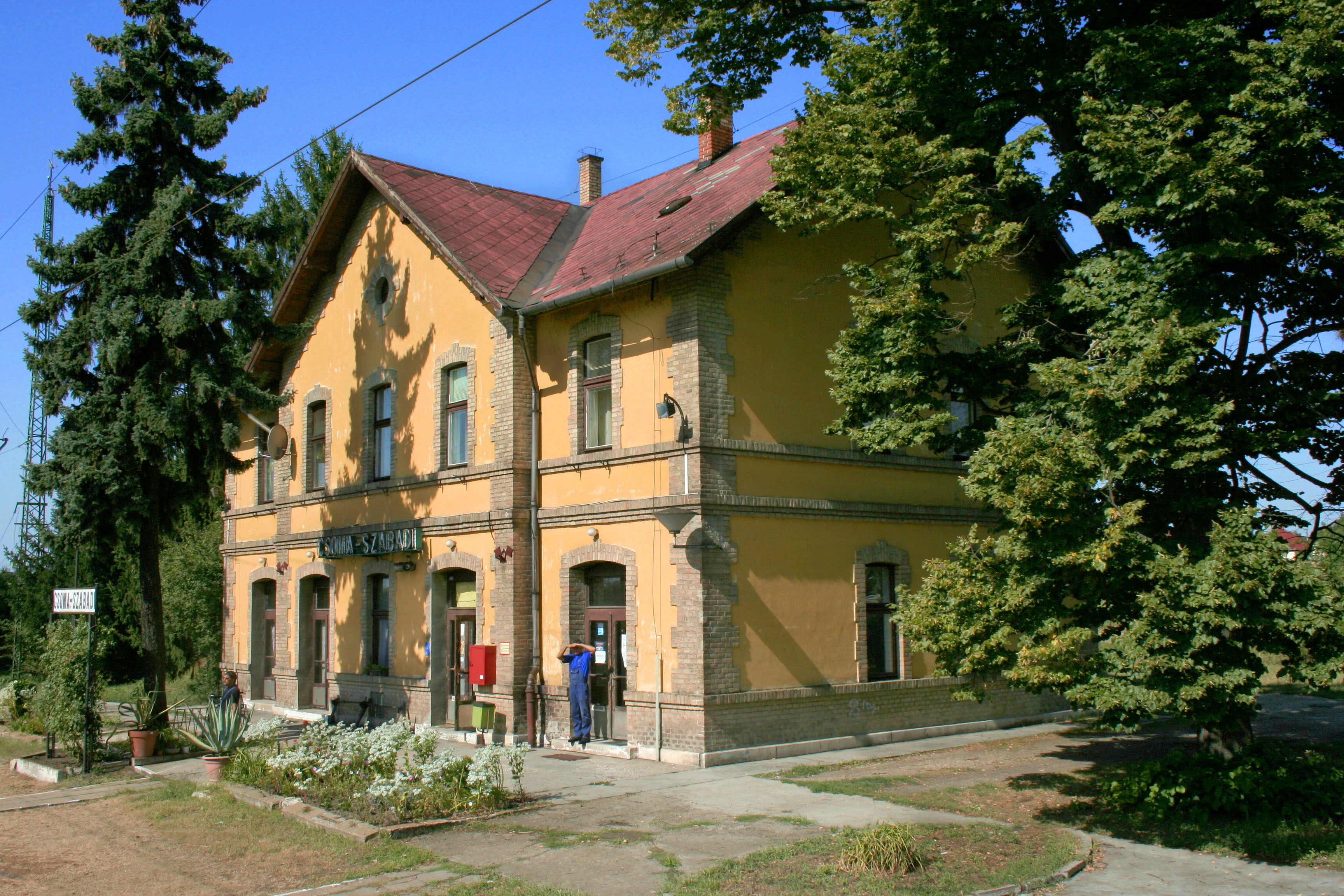
Csoma-Szabadi vasútállomás